# Unidad de cabecera

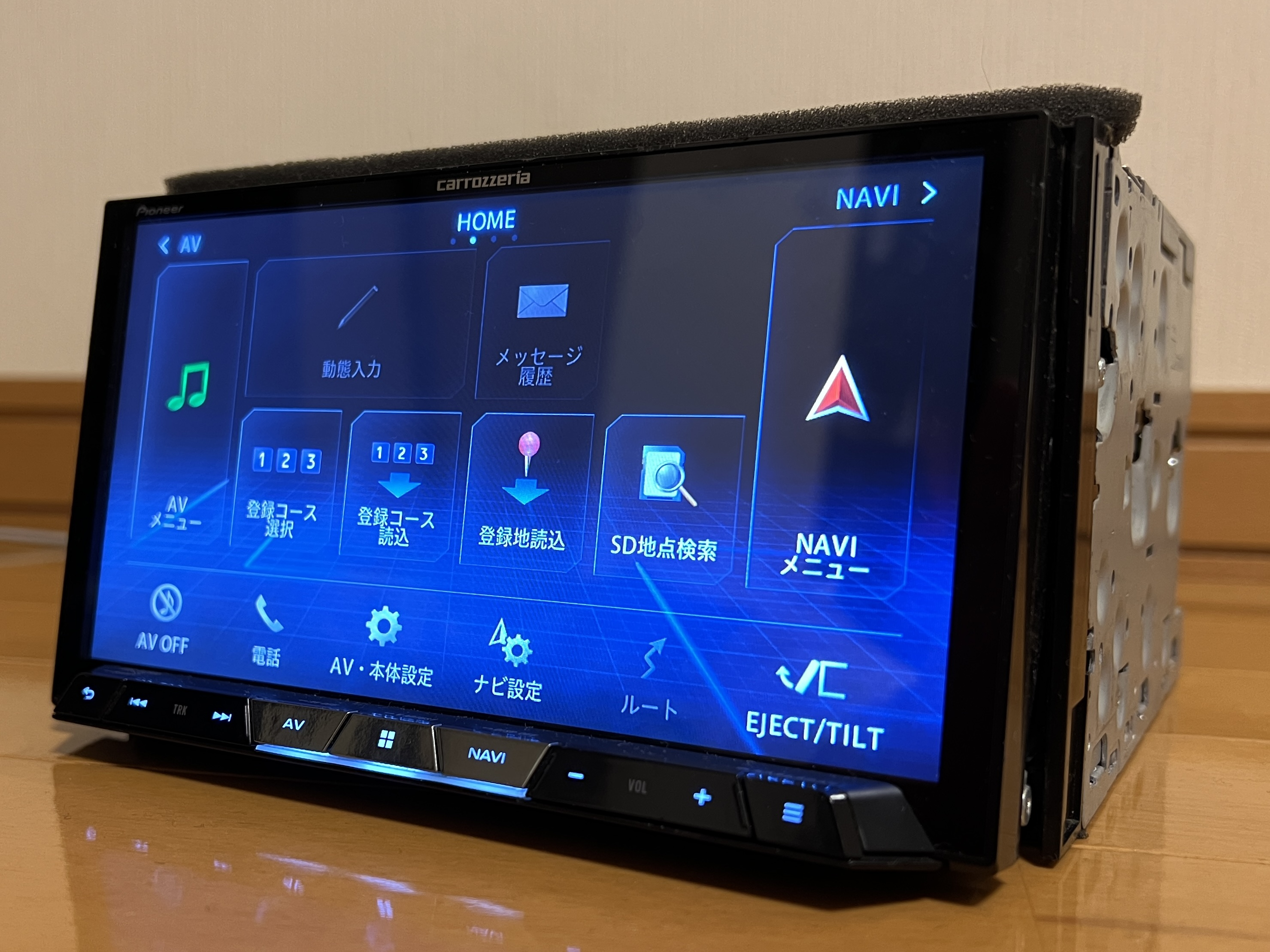
Receptor doble DIN con gran pantalla táctil, DVD, 1seg, GPS y SDXC

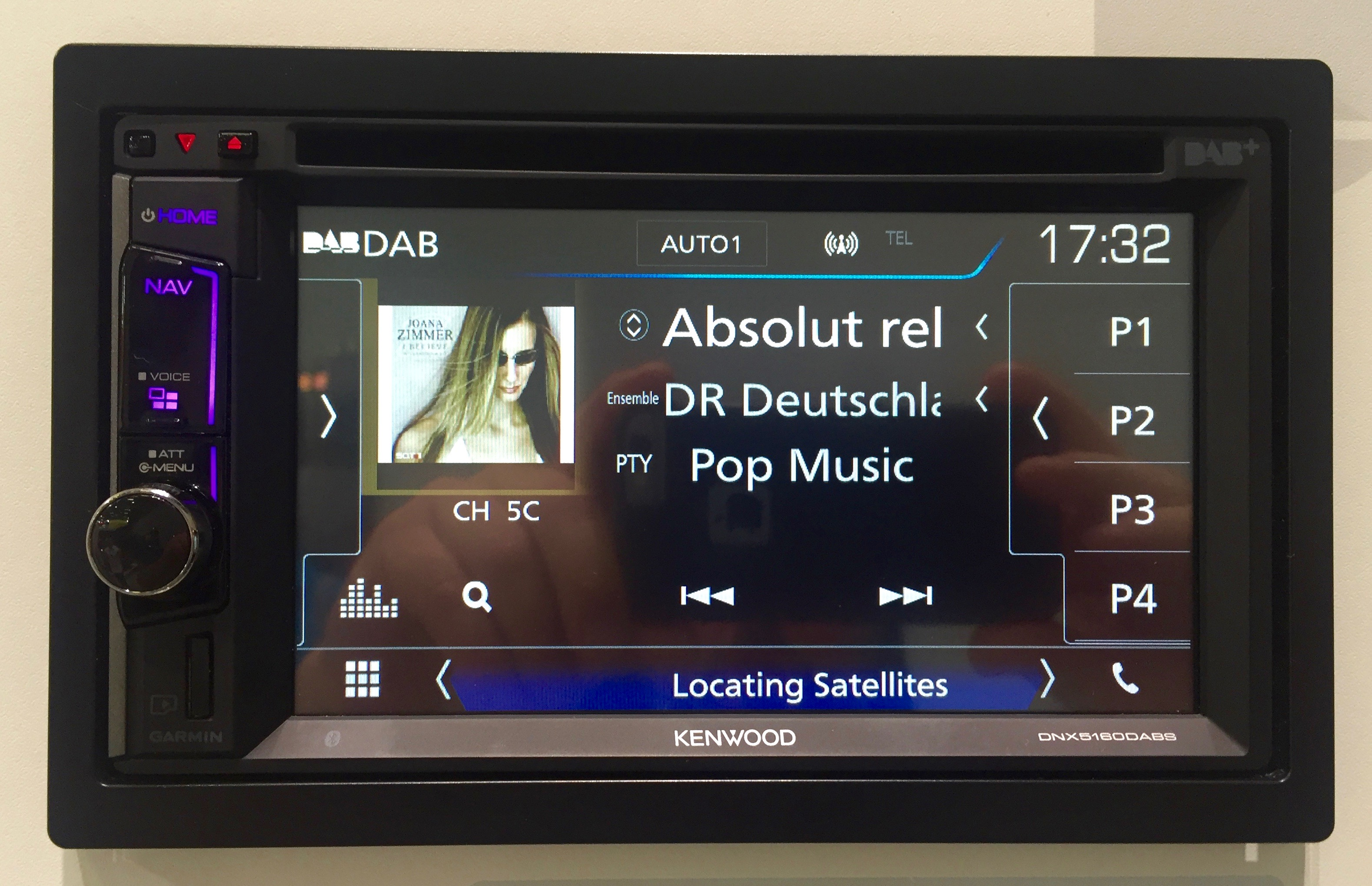
Receptor doble DIN DAB+/AM/FM/LW/CD/DVD/USB/microSDHC/GPS/Bluetooth/CarPlay/AndroidAuto

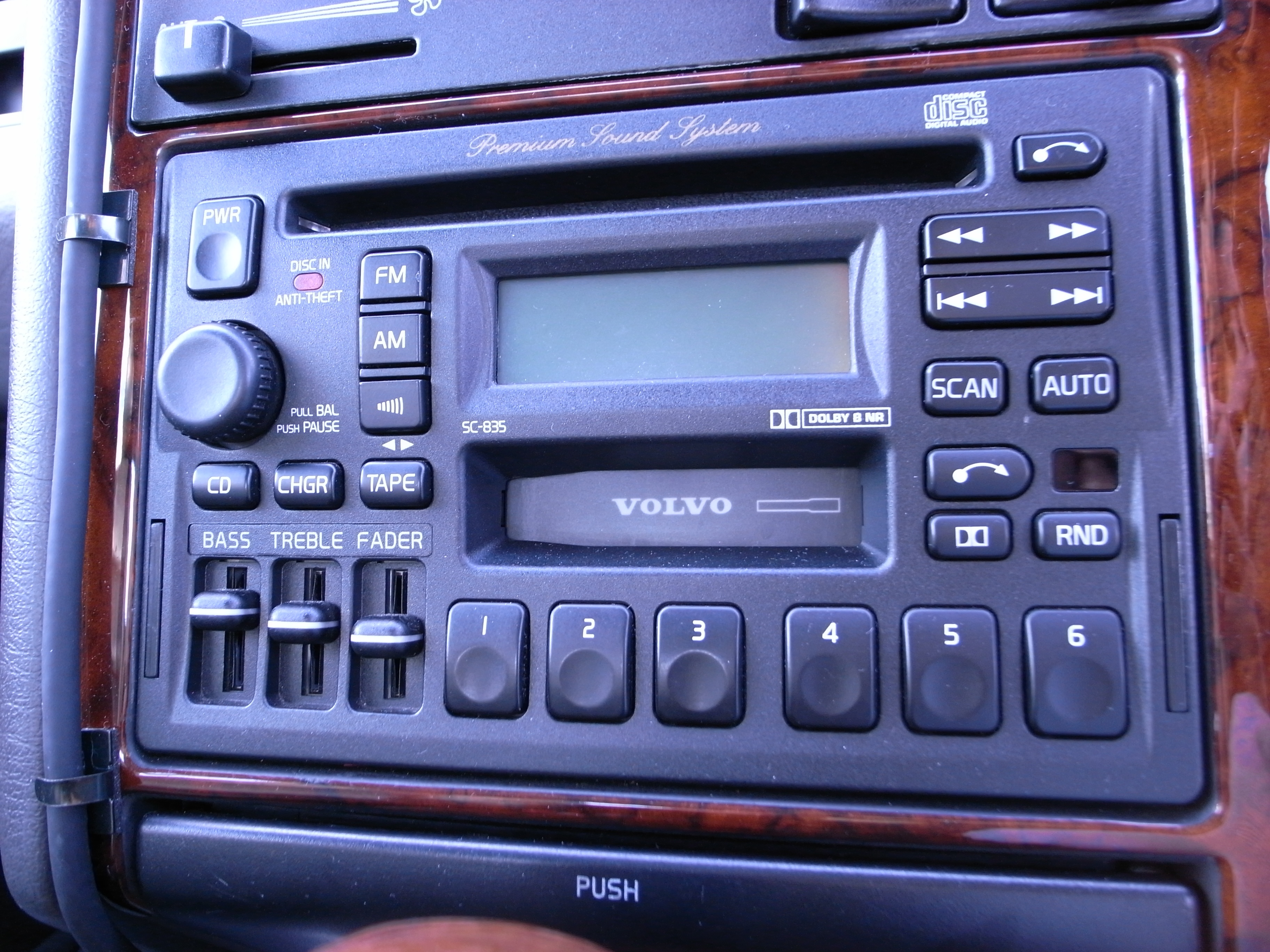
Receptor doble DIN Volvo con CD y casete

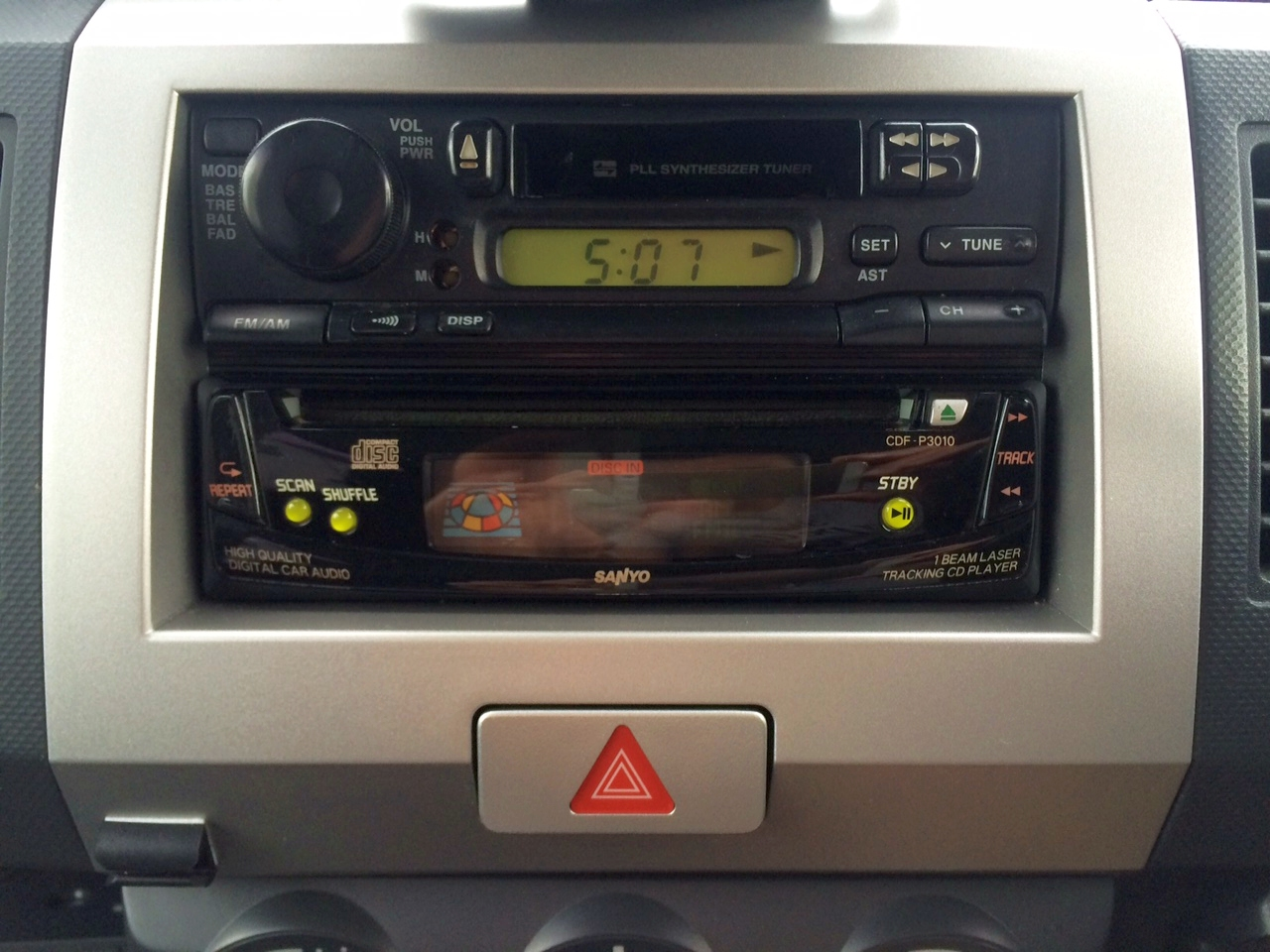
Dos componentes simple DIN en un espacio doble DIN de un kei car

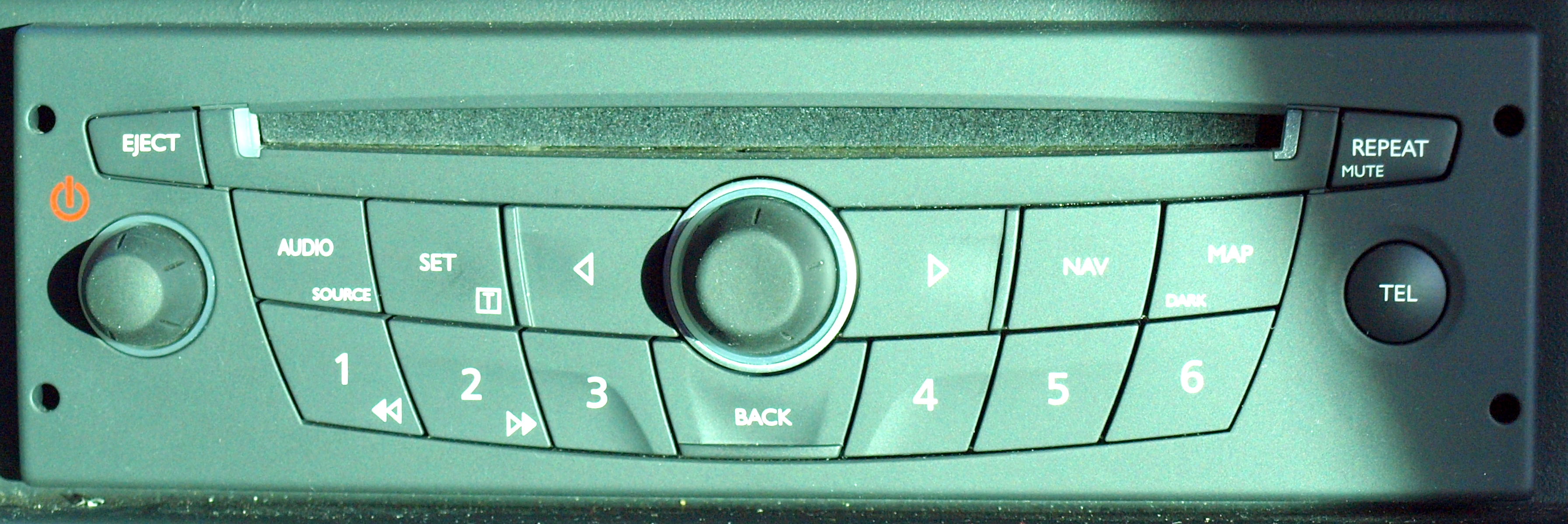
Unidad simple DIN Renault que se asocia a una pantalla separada

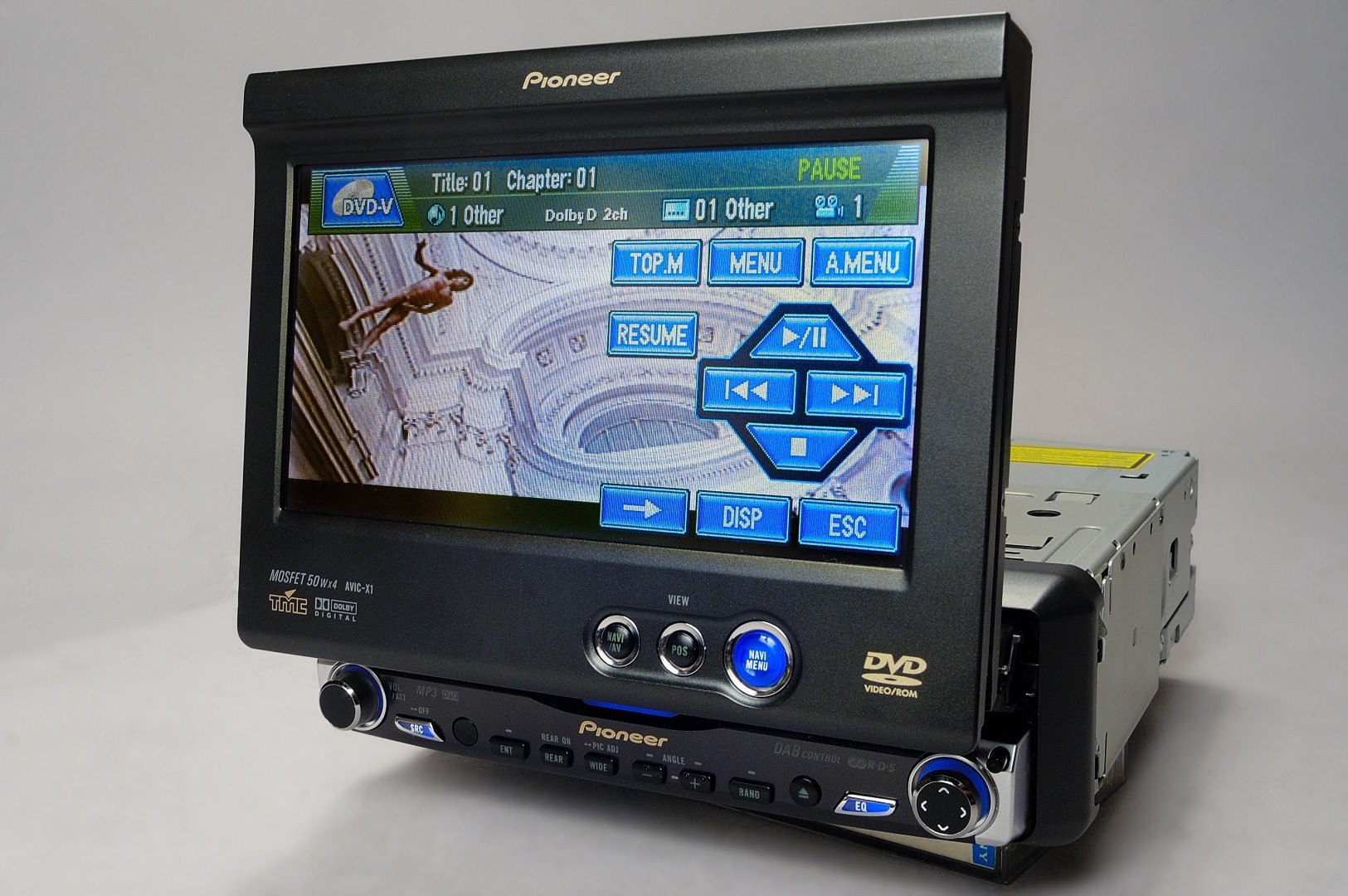
Receptor simple DIN con una gran pantalla táctil retráctil, DVD y GPS

Una unidad de cabecera de vehículo  o unidad principal del vehículo, a veces referida como una consola principal del vehículo, es un componente de un sistema estéreo, que proporciona una interfaz de hardware unificado para los diversos componentes de un sistema de medios de comunicación electrónicos. Un nombre anticuado para una unidad de cabecera es el de receptor, autorradio, radio de auto, radio de coche o radio de carro.
La unidad principal es la pieza central del sistema de sonido del coche. Está típicamente situada en el centro del salpicadero, las unidades de cabecera modernas son paquetes electrónicos densamente integrados, con panel frontal extraíble. Como las unidades principales de gama alta son objetivos comunes para el robo, muchas unidades de la cabeza suelen estar integrados en el sistema de alarma del vehículo.
La cabecera da al usuario el control sobre los medios de entretenimiento del vehículo: radio AM/FM, radio por satélite, CD, MP3, USB, GPS de navegación, Bluetooth, etc. Muchas unidades de la cabeza de solo audio permitirse el usuario el  control preciso de las funciones, como volumen, banda, frecuencia, balance de los altavoces, graves, agudos, ecualizador etc.
Varios fabricantes de equipos originales como General Motors están integrando sistemas más avanzados en las unidades principales de vehículos, de manera que puedan controlar las funciones vehiculares, como  como timbres de la puerta e incluso ofrecer datos del vehículo, tales como advertencias de problemas e información de odómetro; de esta forma, la unidad de cabecera sirve como un panel de instrumentos secundario.
Como las unidades de la cabeza son una parte central de la decoración de un coche, varían tanto en la estética como lo hacen en funcionalidad; a este respecto son análogas a las pieles del vehículo.

## Estándares
Los tamaños más estándar para las unidades de cabeceras de audio del coche y sus recintos (también llamados clausores o chasis)  (ISO 7736): Simple (180x50 mm) en Europa, Sudamérica y Australasia y Doble (180x100 mm) en Japón, RU y Norteamérica.
ISO 10487 es el estándar para los conectores de la unidad principal al sistema eléctrico del coche.

## Mando a distancia
Puede hacer funcionar su unidad central con el mando a distancia existente en el volante de su automóvil. Estas unidades centrales llevan una entrada de mini-jack en la parte trasera, que usando un cable adaptador de mando a distancia, la unidad central puede conectarse directamente al sistema de control remoto.